# Göteborg Stallbacka Airport
Göteborg Stallbacka flygplats (IATA: THN, ICAO: ESGT) är en regional flygplats belägen nordöst om Trollhättan (ca 5 km) och sydöst om Vänersborg (ca 8 km, 11 km bilväg). Driftbolaget marknadsför flygplatsen som Göteborg Stallbacka Airport och flygplatsen kallas i dagligt tal Malöga flygplats. Andra närliggande städer är Uddevalla (ca 24 km, 30 km bilväg) och Lysekil, som ligger 63 km ifrån flygplatsen. Start- och landningsbanan korsar flera gånger kommungränsen mellan Trollhättans och Vänersborgs kommuner, medan hangarer och terminalbyggnader ligger på Vänersborgs kommuns sida. 

## Historia
Flygplatsen byggdes 1937–1938 av Saab AB intill fabriken som byggdes för tillverkning av bombplan.
Flygplatsen har sedan 1970-talet varit en viktig knutpunkt för resandet till fyrstadsområdet. Det nuvarande namnet på flygplatsen har funnits sedan 1984. Året innan (1983), bildade fyrstadskommunerna Trollhättan, Uddevalla, Vänersborg och Lysekil det gemensamma bolaget Fyrstads flygplats AB. Samtidigt tog bolaget över driften av flygplatsen och förlängde senare rullbanan till 1710 meter (banan asfalterades 1994). Bolaget byggde även en ny terminal och ett nytt torn samt hjälpmedel för landning. Under 1980-talet då inrikesflyget ökade kraftigt, fanns långt gångna planer på att bygga en ny flygplats vid Väne-Ryr mellan Vänersborg och Uddevalla som skulle ta jetplan. Nuvarande flygplats hade före förlängningen för kort bana för de flesta jetflyg, och flygvägen ger buller över bostadsområden.
Fram till årsskiftet 2008/2009 fanns en linje till Stockholm-Arlanda, då Skyways valde att lägga ner linjen. Därefter har flygplatsen enbart reguljära förbindelser med Stockholm-Bromma. Fram till hösten 2008 fanns en linje till Frankfurt, som dock endast upplåten för de som var anställda på SAAB och General Motors. Trollhättan-Vänersborg har också haft förbindelse med Köpenhamn i Danmark, samt med Åbo i Finland.

### Namnbyte
Den 30 augusti 2024 tillkännagavs att flygplatsen skulle byta namn till Göteborg Stallbacka Airport. Det nya namnet inkluderar "Göteborg" för att associera flygplatsen med Sveriges näst största stad, belägen cirka 80 kilometer bort.
Flygplatsens ledning uppgav att namnbytet syftar till att bättre positionera flygplatsen inom Göteborgs arbetsmarknadsområde och potentiellt locka fler flygningar och passagerare. Lokala medier rapporterade att det nya namnet kritiserades, med oro för att förlora lokal identitet, samt farhågor om möjlig förvirring för resenärer gällande flygplatsens läge i förhållande till Göteborg.

## Flygtrafik
Flygplatsen har reguljära förbindelser med Stockholm-Bromma flygplats veckans alla dagar utom lördagar. 

### Flygbolag och destinationer
| Flygbolag                      | Destinationer    |
| ------------------------------ | ---------------- |
| Västflyg, trafikeras av NyxAir | Stockholm-Bromma |

## Marktransporter
- Taxi och flygtaxi (förbokas) finns.
- Hyrbil finns.
- Parkering för egen bil och cykel finns, båda gratis.
- Västtrafiks busslinje 66 stannar vid hållplatsen Malöga 800 m söder om terminalbyggnaden. Det är uppehåll i trafiken mitt på dagen.[12]

Kommunhuvudorter som betjänas av Trollhättan-Vänersborgs flygplats har följande vägavstånd:
| - Bengtsfors 104 km - Dals-Ed 92 km - Essunga 43 km - Färgelanda 49 km - Grästorp 25 km - Lidköping 59 km | - Lilla Edet 26 km - Lysekil 63 km inkluderat en färja - Mellerud 55 km - Munkedal 54 km - Orust 59 km - Kungshamn, Sotenäs 79 km | - Strömstad 123 km - Tanumshede 93 km - Trollhättan 5 km - Uddevalla 30 km - Vara 46 km - Vänersborg 11 km |

## Faciliteter på flygplatsen
Ett café är beläget på flygplatsen som är öppet på dagarna.